# 3833 Calingasta
3833 Calingasta è un asteroide areosecante. Scoperto nel 1971, presenta un'orbita caratterizzata da un semiasse maggiore pari a 2,1960015 UA e da un'eccentricità di 0,3883789, inclinata di 11,99336° rispetto all'eclittica.
Il nome deriva dall'omonimo dipartimento dove si trova l'osservatorio dal quale è stato scoperto.